# Kaftallë
Kaftallë. znana również jako Kaftali, Kaftall, Kaftalla, Kaftalle, Kaftalli, Kaftallë, Kattal, Korthpula Kafta, Korthpule-Kaftal, Korthpule-Kaftall, Korthpulë-Kaftal – wieś położona w północnej części Albanii w gminie Qerret. Wieś znajduje się 70 kilometrów od stolicy państwa, Tirany.

## Demografia
Według spisu ludności z 1989 roku we wsi Kaftallë mieszkało 744 mieszkańców.